# William Tesillo
William José Tesillo Gutiérrez (ur. 2 lutego 1990 w Barranquilli) – kolumbijski piłkarz występujący na pozycji środkowego lub lewego obrońcy, reprezentant Kolumbii, od 2024 roku zawodnik Atlético Nacional.

## Kariera klubowa
Tesillo jest wychowankiem akademii młodzieżowej Boca Juniors de Cali, zaś profesjonalną karierę rozpoczął w wieku dziewiętnastu lat w drugoligowym Centauros Villavicencio. Tam spędził rok jako podstawowy zawodnik, po czym za sprawą swoich udanych występów przeniósł się do występującego w najwyższej klasie rozgrywkowej zespołu Deportes Quindío z miasta Armenia. W Categoría Primera A zadebiutował za kadencji szkoleniowca Fernando Castro, 4 kwietnia 2010 w przegranym 0:1 spotkaniu z Boyacá Chicó i stosunkowo szybko wywalczył sobie pewne miejsce w linii defensywy. Premierowego gola w pierwszej lidze strzelił 8 maja 2011 w wygranej 4:3 konfrontacji z Deportivo Pereira. Ogółem barwy Quindío – typowego ligowego średniaka – reprezentował przez cztery lata, będąc wyróżniającym się zawodnikiem, lecz nie zdołał osiągnąć poważniejszych sukcesów. Na koniec rozgrywek 2013 spadł z Quindío do drugiej ligi.
W styczniu 2014 Tesillo – bezpośrednio po spadku Quindío – na zasadzie wolnego transferu przeniósł się do drużyny Atlético Junior ze swojej rodzinnej Barranquilli. Z miejsca został kluczowym stoperem ekipy i już w wiosennym sezonie Apertura 2014 zdobył z nią wicemistrzostwo Kolumbii. Sukces w postaci wicemistrzostwa kraju powtórzył w jesiennych rozgrywkach Finalización 2015, a w tym samym roku wywalczył również z zespołem Alexisa Mendozy puchar Kolumbii – Copa Colombia. Zaraz po tym został piłkarzem Independiente Santa Fe ze stołecznej Bogoty, gdzie szybko zapracował sobie na opinię czołowego środkowego obrońcy ligi. W sezonie Finalización 2016 zdobył z Santa Fe swoje pierwsze mistrzostwo Kolumbii, tworząc duet stoperów z José Moyą. Sam został wybrany w oficjalnym plebiscycie do najlepszej jedenastki rozgrywek. W styczniu 2017 zdobył natomiast superpuchar Kolumbii – Superliga Colombiana, a dwa miesiące później złamał kość śródstopia, przez co musiał pauzować przez cztery miesiące.

## Kariera reprezentacyjna
W sierpniu 2016 Tesillo został powołany przez Carlosa Restrepo do reprezentacji Kolumbii U-23 na Igrzyska Olimpijskie w Rio de Janeiro jako jeden z trzech starszych graczy (obok Dorlana Pabóna i Teófilo Gutiérreza). Tam był liderem defensywy, stworzył duet środkowych obrońców z Deivym Balantą i rozegrał wszystkie cztery mecze w pełnym wymiarze czasowym. Kolumbijczycy odpadli natomiast z męskiego turnieju piłkarskiego w ćwierćfinale, ulegając w nim gospodarzowi i późniejszemu złotemu medaliście – Brazylii (0:2).
W seniorskiej reprezentacji Kolumbii Tesillo zadebiutował za kadencji selekcjonera José Pekermana, 25 stycznia 2017 w przegranym 0:1 meczu towarzyskim z Brazylią.